# Brunbjörn
Brunbjörn (Ursus arctos) är ett växt- och köttätande däggdjur som ingår i familjen björnar och som har ett stort utbredningsområde i holarktis. Grizzlybjörn, kodiakbjörn och den utdöda mexikanska brunbjörnen är alla underarter till brunbjörn.

## Utseende
Brunbjörnen känns igen på sitt stora huvud, små ögon och öron samt puckeln över frambogen/skulderpartiet. Pälsen är tjock och färgen varierar från ljusbrun till mörkbrun, även brungrå päls kan förekomma. Yngre björnar har ofta en ljusare halsbandslik teckning runt halsen.  Brunbjörnen har sommar- och vinterpäls och byter dessa under senvåren respektive tidig höst. Brunbjörnen uppvisar en rad lokala variationer över sitt stora utbredningsområde vad gäller storlek, vikt, skallform och färg på päls.  Generellt kan man säga att brunbjörnen är större ju längre norrut den förekommer. För lokala morfologiska variationer se Underarter. I en normalt byggd individ har den en längd, från nos till svansrot, mellan 1,7 och 2,8 meter och en mankhöjd på cirka 90 till 150 centimeter. Vikten varierar beroende på årstid, men är som störst på hösten innan vintersömnen. Vikten för en hanne är normalt 100–300 kg, för en hona 60–200 kg. Den största svenska björnen som fälldes i Arjeplogs kommun augusti 2019, vägde 352,1 kg. Den skulle kunnat väga mer just innan idegången senare på hösten

## Utbredning och systematik
Brunbjörnen har ett stort utbredningsområde, det största utbredningsområdet av alla arter av björn, och förekommer i norra palearktis, Alaska, och i västra Kanada. Längre söderut förekommer den bland annat i Karpaterna, Nepal, Pakistan, norra Indien, i delar av Kina och Mongoliet. Många av populationerna i Europa och de sydligare i Asien och Nordamerika är små och isolerade. En gång i tiden förekom den över än större områden, över stora delar av Nordamerika, ända till Mexiko, men även i större delen av Europa, Asien, Mellanöstern och Nordafrika.

### Evolution
Brunbjörnen tros härstamma ifrån Ursus etruscus. Det äldsta funna fossilet är cirka en halv miljon år gammalt och är funnet i Kina. Arten nådde Europa för ungefär 250 000 år sedan, och Nordamerika kort därefter. Fossila lämningar av brunbjörn ifrån pleistocen är ganska vanliga på de brittiska öarna där de anses ha konkurrerat ut grottbjörnen. Brunbjörnen nådde Alaska för ungefär 100 000 år sedan men dess utbredning expanderade söderut först för 13 000 år sedan. En teori kring detta är att de inte kunde breda ut sig söderut förrän den mycket större björnen Arctodus simus var utdöd. Fossil av brunbjörn funna i Ontario, Ohio, Kentucky och Labrador visar att arten uppträtt längre österut än vad som tidigare beskrivits.

### Taxonomi
Det råder ingen vetenskaplig konsensus kring brunbjörnens systematik och dess taxonomi är under diskussion. Brunbjörnen uppvisar flera variationer vad gäller storlek, skallform, pälsens färg och andra morfologiska kännetecken. Detta har resulterat i en mängd beskrivna underarter. Vissa taxonomier föreslår så många som 90 underarter. Ofta delas den dock upp i 15-20 underarter men sentida DNA-analyser har bara identifierat fem klader.
Flera paleontologer har föreslagit möjligheten att brunbjörnen har spridit sig söderut i Nordamerika via två olika utvecklingslinjer. Enligt denna teori skulle grizzlybjörnen härstamma ifrån mer smalskallade björnar från norra Sibirien vilka spridit sig till de centrala delarna av Alaska och resten av kontinenten, medan Kodiakbjörnen skulle härstamma ifrån mer bredskallade björnar ifrån Kamtjatka som koloniserade Alaskahalvön.

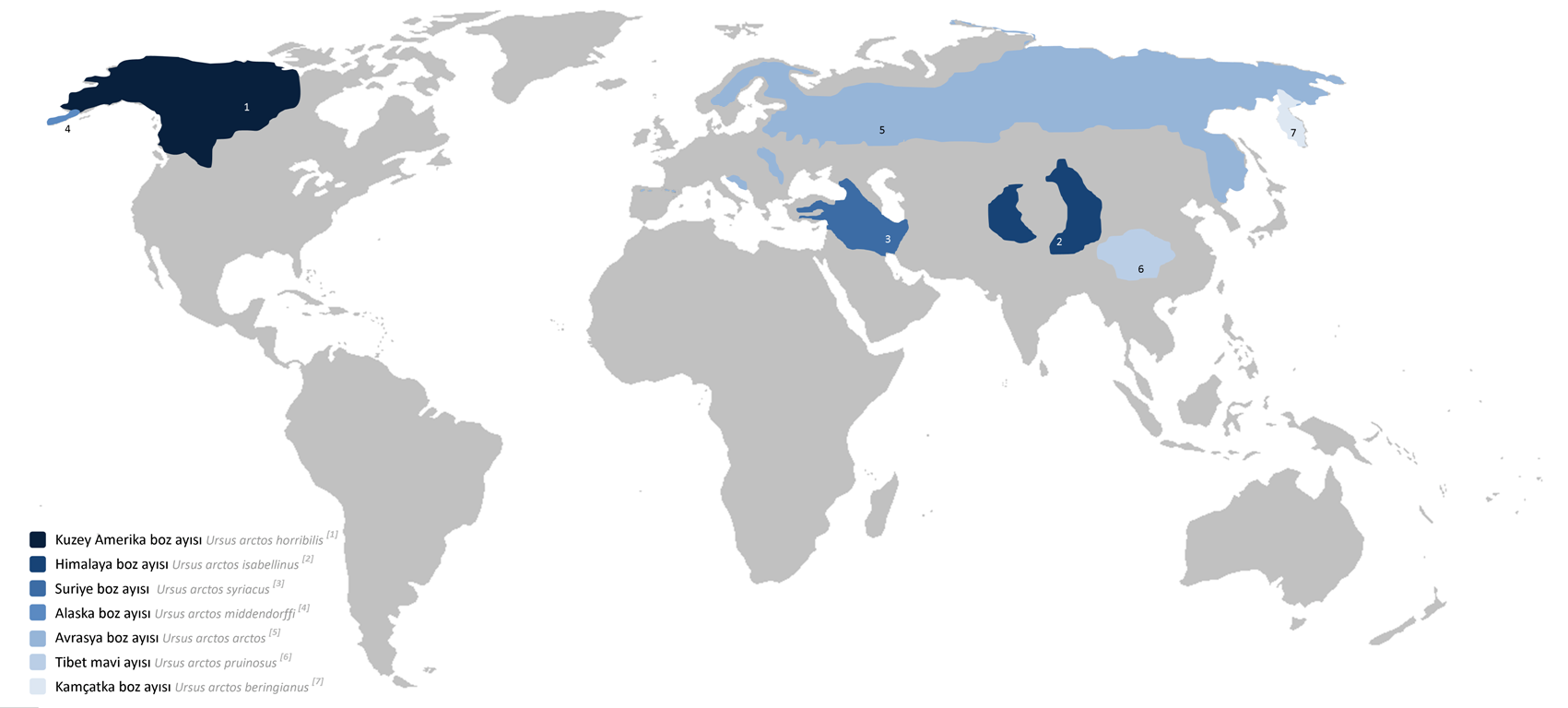
Brunbjörnens, och vissa av dess underarters utbredningsområde.

Enligt Waits et al., 1998 finns det två utvecklingslinjer i Europa. Den första omfattar Skandinaviens och sydvästra Europas brunbjörnar medan den andra består av populationerna på Balkan och i Sibirien. Enligt samma studie tillhör Kodiakbjörnen samma utvecklingslinje som de mindre individerna i Alaskas centrala delar, medan populationen i Alexanderarkipelagen är en distinkt utvecklingslinje, och den sistnämnda populationen är enligt denna studie genetisk närmare släkt med isbjörnen.
En annan DNA-studie indikerar istället att alla världens beskrivna underarter av brunbjörn, både nearktiska och palearktiska, genetiskt är mycket lika och deras genetiska fylogeografi inte alls överensstämmer med den traditionella taxonomin.

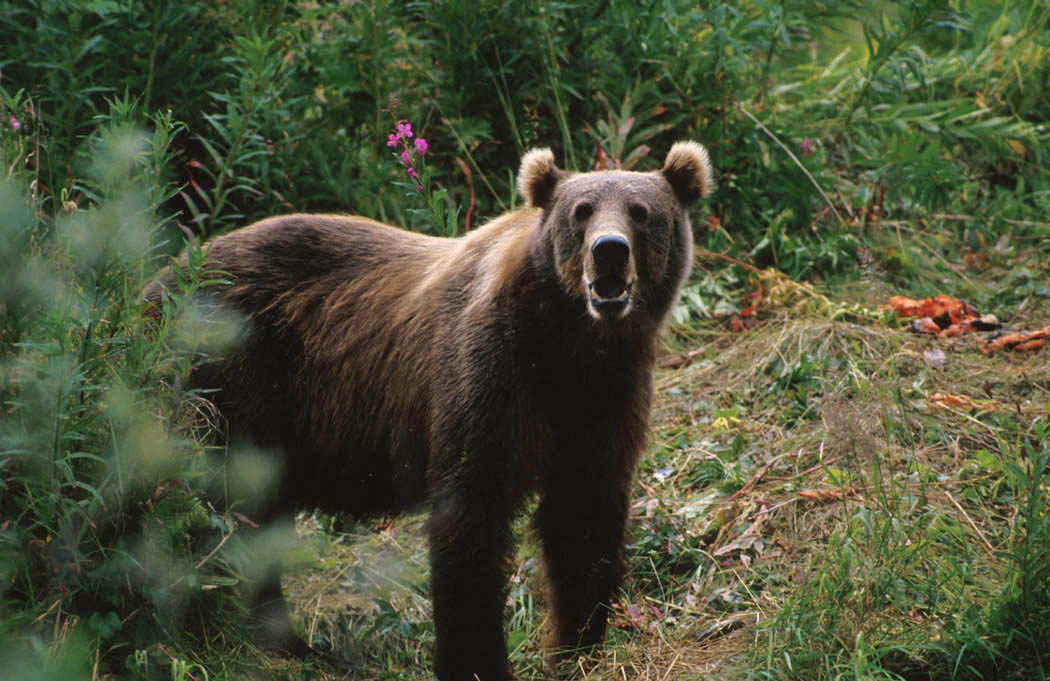
Kodiakbjörnen är en av de största underarterna.

### Underarter
Nedan följer femton av de taxon som länge varit erkända som goda underarter:

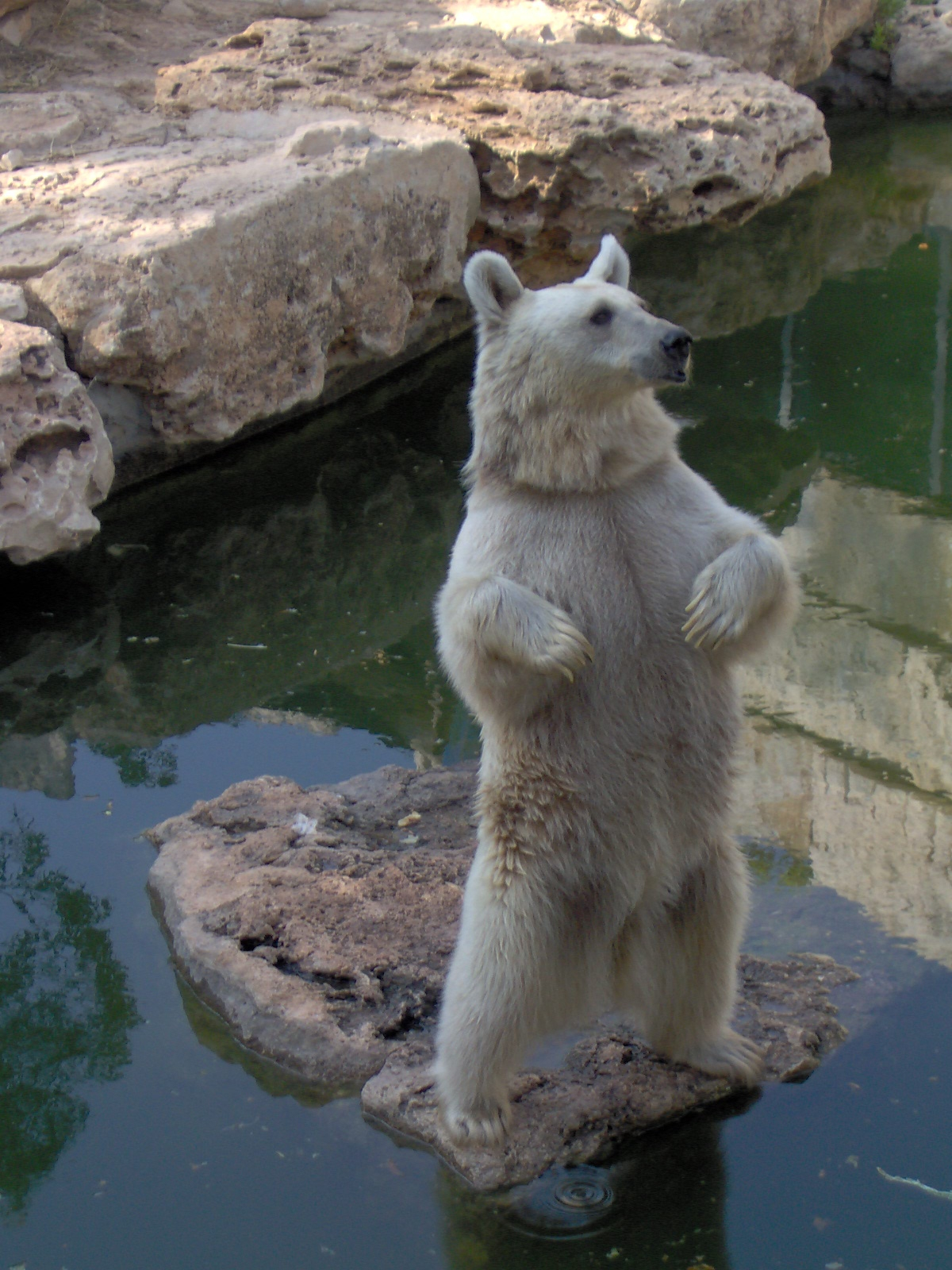
U. a. syriacus har ljusbrun till gråbrun päls.

- Europeisk brunbjörn (U. a. arctos) är utbredd över nästan hela Europa och förekommer i Skandinavien, Alperna, Baltikum, Pyrenéerna, Tjeckien, Slovakien, Polen, Ungern, och delar av Balkan, som Albanien, Bulgarien och Grekland.
- U. a. syriacus är jämförelsevis liten och har ljusbrun päls. Den lever i regionen kring Kaukasus och i Sydvästasien. Vissa auktoriteter kategoriserar den som en varietet av europeisk brunbjörn.
- U. a. beringianus lever i Rysslands asiatiska delar och är ganska storväxt.
- Kamtjakabjörn (U. a. piscator), är en av världens största björnar och härstammar från den ryska halvön Kamtjatka. Även om vikter på över 600 kilogram har påträffats så väger en hane i genomsnitt 140-320 kilogram[13] vilket är mer än den europeiska brunbjörnen. Längden ligger vanligtvis på ca 2 meter och mankhöjden uppgår normalt till 130 centimeter. I den engelskspråkiga litteraturen kallas underarten för Bergman´s Bear, efter Sten Bergman.[14] Denna underart är utrotningshotad.
- U. a. crowtheri utdöd underart som fram till 1800-talet levde i norra Afrika i Atlasbergen. Vissa auktoriter som den självständiga arten Ursus crowtheri.
- Grizzlybjörn (U. a. horribilis) lever i Nordamerika. Kustlevande grizzlybjörnar är kraftigare och tyngre än den europeiska underarten medan björnar i inlandet når ungefär samma storlek som europeisk brunbjörn. Grizzlybjörnen beskrivs som mer aggressiv.
- Kodiakbjörn (U. a. middendorffi), beskrivs ofta som den största brunbjörnsunderarten. De lever kring Alaskas kust och har fått sitt namn från Kodiak Island. Isbjörnen anses generellt sett vara den största arten av björnar men den största björn som någonsin uppmätts var en Kodiakbjörn i fångenskap.[källa behövs] Likt alla kustlevande björnar får den sin storlek genom god tillgång på fet fisk. En hane väger i genomsnitt 312 kilogram[13] men vikter på 700 kilogram har påträffas.[källa behövs]
- U. a. californicus är utdöd som levde i Kalifornien och på halvön Baja California. Underarten hade gyllenbrun päls.
- Mexikansk brunbjörn (U. a. nelsoni, synonym U. a. mexicanus) är utdöd och levde i norra Mexiko men utrotades troligen under 1960-talet.[15]
- U. a. isabellinus förekommer i norra Indien, Himalaya och Centralasien.
- U. a. manchuricus förekommer i norra Kina (Manchuriet) och i Mongoliet.
- U. a. pruinosus förekommer i Tibet och Sichuan, och kännetecknas av blågrå päls.
- U. a. yesoensis förekommer på den japanska ön Hokkaido.
- "Sibirisk brunbjörn" (U. a. collaris) förekommer öster om Jenisejfloden i Sibirien, ner till norra Mongoliet, östra Kazakstan och norr om Xinjiang, Kina. Den är större än europeisk brunbjörn men mindre än kamtjatkabjörnen.
- U. a. lasiotus förekommer vid Kurilerna, Ussuri & Amurfloden, samt delar av Kina och Japan. Den är jämnstor med sibirisk brunbjörn.

The Integrated Taxonomic Information System (ITIS) listar 16 underarter men några av dessa är inte identiska med underarterna i listan som finns här.

## Ekologi

### Föda
Både kött och vegetarisk mat är björnens föda. Den äter vad den hittar och menyn består av växter, frukter, insekter, byten och kadaver. Svensk forskning har visat att bär utgör omkring 45 procent av den sammanlagda födan på ett år. Den näst viktigaste födan är myror, motsvarande 20 procent. Björnen äter även gräs, örter och kadaver. De är specialiserade på att slå älgkalvar. I Dalarna, ett av Sveriges björntätaste område med 20–25 björnar per 1 000 km2, dödas årligen omkring 25 procent av älgkalvarna av björn. Men brunbjörnen kan även slå vuxna älgar. Under våren jagar den som mest och under hösten äter den mycket bär.
Det sammanlagda energiintaget under våren och sommaren är 17–33 MJ (4 000–8 000 kcal) per dag. Under hösten, före vintersömnen, är intaget cirka 84 MJ (20 000 kcal) per dag. Under dvalan äter eller dricker björnen ingenting.
Björnens kranium visar att den är allätare. Den har långa hörntänder som används för att döda bytet. Den har även kindtänder med stora flata ytor som används för att mala sönder den vegetabiliska födan.
En svensk studie från Viltskadecenter visade att de studerade björnarna i snitt dödade elva renkalvar per år. Under perioden 1 maj-15 juni dödade de sändarförsedda björnarna i snitt 0,4 renkalvar per dag. Honor med ungar dödar upp mot en renkalv om dagen. Studien kunde inte påvisa att vissa individer var mer benägna att döda renar utan att predationen istället är kopplad till hur länge björnen befinner sig i ett område med kalvande vajor. Studien visade också att björnen jagar renar och renkalvar i huvudsak på kvällar och nätter.

### Hemområde
Brunbjörnar har så kallade hemområden. Det är områden där de lever, söker föda, föder sina ungar. Hemområden kan till skillnad från revir överlappa till viss del. Hur stora ytor det rör sig om skiljer mellan populationer i t.ex. Sverige och Kanada och mellan könen. Honor i Sverige har hemområden på ungefär 500 km2 och hanar 1500 km2.

### Fortplantning
Vartannat år föder honan en till fyra ungar som väger mellan 300 och 600 gram vid födseln. Parningstiden ligger i maj/juni och embryot vilar en tid innan den egentliga dräktigheten på två månader börjar. Därför föds ungarna först i januari. Ungarna uppfostras helt av modern och lär sig att klättra upp i träd vid tecken på fara. Ungarna stannar hos modern 1,4–1,5 eller 2,4–2,5 år beroende på deras viktuppgång och ett andra år har en positiv effekt på vikten, speciellt om kullen består av en till två ungar.
En studie visar att björnhonor parar sig med så många hanar som möjligt vilket resulterar i att hanarna mer sällan dödar avkomman, så kallad infanticid. Hanar försöker i vanliga fall döda ungar för att honan ska kunna bli brunstig igen så att hanen ska kunna befrukta henne och på så sätt sprida sina gener vidare. När hanen känner igen honan så lämnas ungarna istället ofta ifred. Infanticid har annars stor betydelse för dödligheten hos ungar varför honorna har flera strategier för att skydda sina ungar från vuxna hanar. En strategi är att honor med små ungar under parningstid närmar sig människan, eftersom vuxna hanar i hög grad undviker bebyggelse.

## Brunbjörnen och människan
Olika underarter av brunbjörn förhåller sig olika till människan, där vissa är mer benägna att attackera än andra. Europeisk brunbjörn attackerar människor väldigt sällan, och ännu ovanligare är dessa attacker dödliga. Istället är europeisk brunbjörn skygg och undviker människan och bebodda områden. Studier visar att människor på vandring i skogen som av en slump befinner sig mycket nära en fennoskandisk brunbjörn inte noterar djuret, eftersom björnen gömmer sig tills människan passerat. En uppskattning gör gällande att 80% som på detta sätt stöter på björn i Norden inte märker av dem över huvud taget.

### Olyckstillbud

#### Norden
I Norden finns bara en handfull kända dödsfall under en 100-årsperiod som följd av björnattacker. Av dessa dödsfall har tre inträffat under 2000-talet, varav ett gällde björnar i fångenskap.
- 1902 dödades en skidåkande jägare i Jämtland av en björn som blivit skadskjuten tidigare samma dag. Innan han anfölls hann han skadeskjuta den en andra gång.
- Den 17 juni 1998 dog en man i Ruokolax i Finland efter att en björnhona med unge attackerat honom[24][25]. Mannen joggade och antas ha överraskat björnarna.[26]
- Den 17 oktober 2004 avled en 40-årig man ute på älgjakt i Nausta söder om Jokkmokk. Eventuellt hade björnen varit skadeskjuten sedan tidigare, blivit väckt ur idet, eller blivit vådaskjuten som följd av dess skenmanöver.[källa behövs]
- I oktober 2007 dödades en 50-årig man med hund utanför hans stuga i närheten av Valsjöbyn i Jämtland.[27]
- Den 4 augusti 2017 dödades en 18-årig djurskötare i Orsa Rovdjurspark efter att två björnar tagits sig in från ett angränsande hägn där de skulle hållas undan medan man lade fram mat. En barnfamilj som också var där klättrade ut över staket och klarade sig.[28]

Vanligtvis blir man nafsad – riven eller biten – och ofta är björnen skadskjuten vid attacken. I andra fall kan man ha kommit i en zon mellan björnhona och björnunge, vilket gör honan aggressiv och försvarsinriktad.
Följande situationer anger Skandinaviska björnforskningsprojektet som speciellt farliga:
1. Möte med en skadad björn
2. Att hamna mellan en hona och hennes unge
3. Möte med en björn som försvarar sitt byte
4. Möte med en björn som just ska gå eller är i sitt ide
5. Möte med en björn som provocerats av en hund vilket gjort den aggressiv.

Det bästa skyddet är att undvika dessa möten. Man kan bära en bjällra för att göra björnen medveten om ens närvaro. Vid ögonkontakt med en björn kan man lugnt och försiktigt prata och gå därifrån. Man kan lämna något för att avleda den. Men ta inte av ryggsäck eftersom den kan fungera som skydd mot bett. Om man springer kan björnen få impulsen att anfalla. Man ska inte heller skrika eller göra hotfulla rörelser mot europeiska björnar i Skandinavien. Ofta är den första attacken en skrämselattack eller skenmanöver och björnen stannar några meter framför inkräktaren. Björnen vill skrämma iväg inkräktare. I andra fall kan den göra skenanfall, vilket innebär att den rusar mot personen, men sedan viker av och springer förbi och vidare bort från personen. Om björnen börjat anfalla ska man lägga sig ner på marken i fosterställning och sträcka armarna över huvudet för att skydda nacken mot bett. Förfarandet för fennoskandiska brunbjörnar kan skilja sig mot björnar i andra delar av världen.

### Brunbjörn och rennäringen
En svensk studie av Viltskadecenter från 2012 konstaterade att björnpredation är den främsta dödsorsaken för renkalvar i Udtja sameby och Gällivare skogssameby. Studie visade att i en vintergrupp i Gällivare skogssameby dödar de 58 björnar som enligt spillningsinventeringen finns i området, upp mot 187-628 renkalvar per år.

### Björnjakt

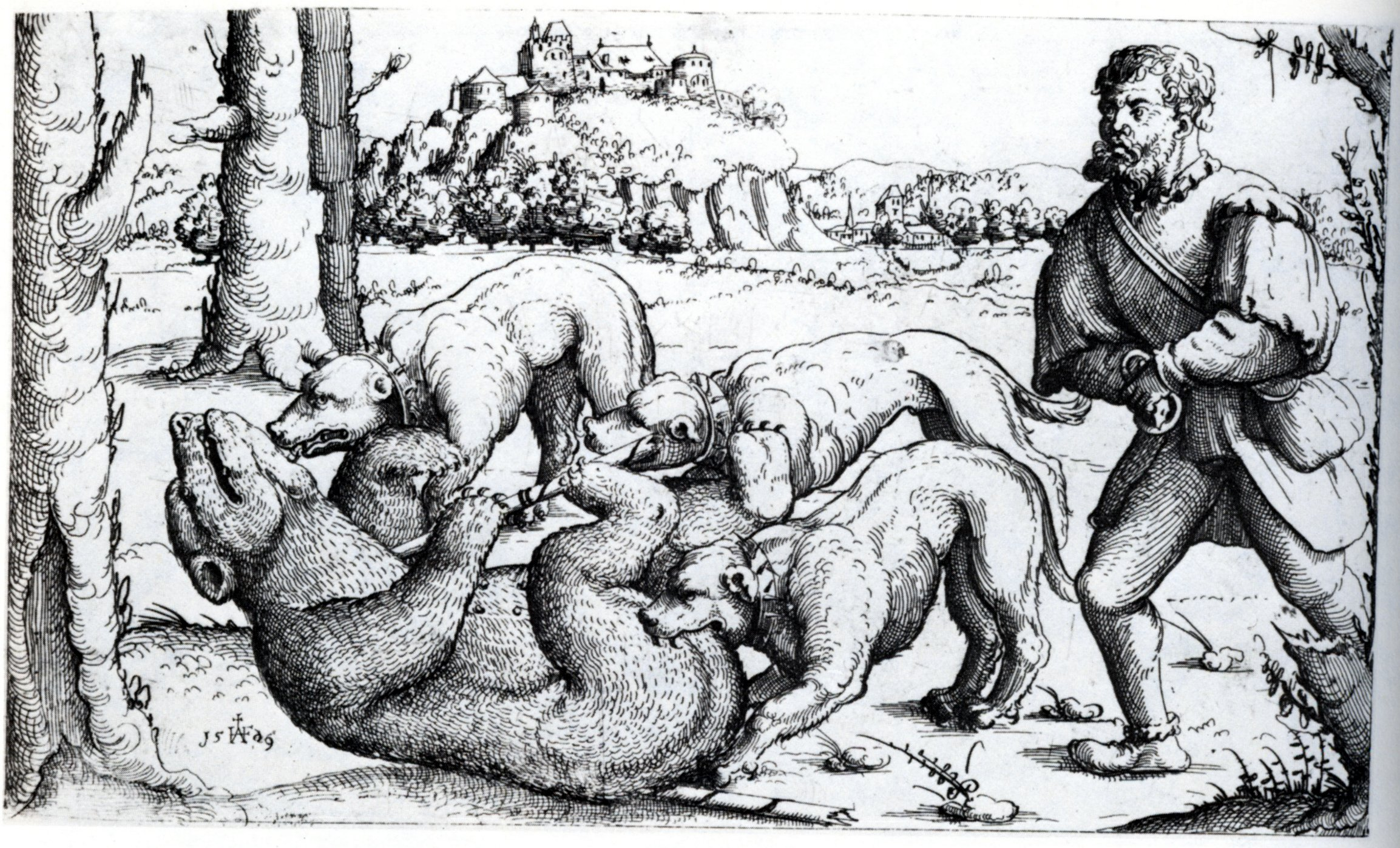
Björnjakt, teckning av Augustin Hirschvogel.

Jakt på björn beskrivs redan av Olaus Magnus och är alltsedan dess omskriven. I samband med denna jakt nämns även ett särskilt begrepp, björnfrossa, vilket får skytten att börja darra av skräck för björnen.
1981 infördes licensjakt på björn i Sverige. Under 2007 fälldes 181 björnar i Sverige. År 2008 beslutade Naturvårdsverket jaktsäsongen till 21 augusti och 15 oktober under vilken 233 björnar fick fällas. Den dygnstid som björn får jagas är från 1 timme före solens uppgång till och med 2 timmar före solens nedgång.

### Status och hot
Brunbjörnen har ett mycket stort utbredningsområde som sträcker sig över 5 000 000 km² i nordvästra Nordamerika, 800 000 km² i Europa (exklusive Ryssland), och i merparten av norra Asien. Världspopulationen består av mer än 200 000 individer och de största populationerna finns i Ryssland, Alaska och Kanada. Globalt är populationstrenden stabil. Allt detta gör att IUCN inte bedömer arten som hotad och kategoriserar därför brunbjörnen som livskraftig (LC). Många av populationerna i Europa och i de sydligare delarna av Asien och Nordamerika är dock små och isolerade, och dessa är hotade på grund av för små populationer och störningar från människan. Björnar i närheten av människan kan dödas oavsiktligt på grund av kollisioner med bilar och tåg eller medvetet av tjuvjägare. Även mindre förändringar i populationsstorleken för dessa isolerade grupper kan medföra allvarliga effekter på tillväxten. På många håll i randområden där populationerna är små är björnen ett skyddat vilt och olika åtgärder görs för att skydda arten.
I Finland räknas björnen 2020 som nära hotad. Utan invandringen från Ryssland skulle björnen vara sårbar. Främsta hotet är jakt kombinerad med en liten populationsstorlek. 

#### Status i Sverige
I Sverige var björnen det första rovdjuret som fridlystes, vilket skedde år 1913. Då infördes strikta restriktioner för björnjakt. Under år 1930 uppgick det svenska beståndet till omkring 130 individer. De hårda restriktionerna upphävdes sedan år 1943. I Sverige var brunbjörnen tidigare kategoriserad som missgynnad (NT) men i 2010 års rödlista angavs den inte längre som hotad. Från 2015 finns den dock med på rödlistan igen, nu som nära hotad.
Under 1920-talet fanns björnen endast kvar i begränsade områden i landet. Efter åtgärder för att delvis freda björnen, och minska de ekonomiska motiven för björnjakt, genom att alla skjutna björnar från 1927 skulle tillfalla staten, ökade stammen, och i en inventering 1942 bedömdes att det i landet fanns 250–300 djur. Under 1970-talet bestod den svenska björnstammen av 400–600 djur. I en beräkning från 2008 kom man fram till att Sverige då hade någonstans omkring 3 300 björnar. Björnstammen var på tillväxt före 2007, men har därefter minskat på grund av skyddsjakt och licensjakt. Aktuella (tidigt 2020) uppgifter från Naturvårdsverket talar om cirka 2 900 individer.

### Forskning
I Sverige har sedan 1984 björnens fortplantning, mortalitet, vandring, dygnsrytm, idesområden, sociala organisation och reaktion studerats med hjälp av radiometri. Under en 15-årstid har mer än 250 björnar försetts med radiohalsband. I början hette projektet Svenska Björnprojektet, men efter samarbete med Norge döptes det senare om till Skandinaviska Björnprojektet.

### Björnen i nordisk kultur
Brunbjörnen är Härjedalens landskapsdjur.
En slagbjörn (jämför slaghök), även kallad hästbjörn och revbjörn, är äldre folkliga begrepp för en björn som vant sig vant sig vid att äta kött och jagar stora djur, som älg, ren, häst och boskap, stundom även människor. Då slagbjörnar påstods attackera människor är begreppet stundom synonymt med hamnbjörn (se nedan).
Hamnbjörnar är inom den gamla allmogekulturen tron att illasinnade människor och troll förvandlades till slagbjörnar och attackerar människor.